# Орден Републике (Египат)
Орден Републике Египат (арап. وسام الجمهورية) је једна од највиших државних награда Египта. Грађани се награђују орденом Републике за грађанске или војне заслуге пред државом. Награђени орденом послије смрти удостојавају се највиших војних почасти на сахрани.
Орденска цепа се уручује грађанима Египта за највише заслуге према републици, као и страним краљевске лозе и представницима држава.

## Историјат
Ред је успостављен Законом Владе бр. 333 1953. године. Статут је ревидиран два пута, Законом бр. 528 у 1953 и бр. 12 у 1972. 

## Класе
Редослед се састоји од следећих класа заслуга:
- Први ред – Велики кордон
- Други ред
- Трећи ред
- Четврти ред
- Пети ред

| Значење нивоа | Значење нивоа | Значење нивоа | Значење нивоа | Значење нивоа | Значење нивоа |
| ------------- | ------------- | ------------- | ------------- | ------------- | ------------- |
| Велики кордон | Други ред     | Трећи ред     | Четврти ред   | Пети ред      |               |

## Опис ордена
Трака је зелена са златним и црвеним обрубима.
Орден има две врсте дизајна: прије 1972. године и послије.
Ланац реда је златан, састоји се од двије врсте веза, овалне и шестерокутне, са увијеним узорком у исламском стилу изнутра, повезаним двоструким ланцем. Централна веза је округла, са натписом "Република" на арапском унутра. Овална значка Реда у облику државног грба Египта у прорезу украсне границе је причвршћена на централну везу.
Значка реда је на више нивоа. Направљен је од позлаћеног сребра.
Горњи ниво је обрнута петокрака звезда, чији су зраци у облику петерокута, прекривени тамноплавим емајлом и златним украсима. Између зрака може се видети широка граница тамно плаве емајла са златним таласима, оптерећена у средини уском траком у наизменичним деловима, обојена наизменично плавим емајлом и златом. У средини је округли медаљон од црвене емајла са златним обрубом са зрном. Медаљон има натпис на арапском "Република".
Доњи ниво је десетокрака звијезда, зраци који су формирани од бриљантно-цут зрацима.
Нивои су међусобно повезани заковицама.
Значка је причвршћена за траку уз помоћ прелазне везе у облику државног амблема и прстена.
Звијезда реда је слична значки, али већа. Горња греда је оптерећена државним амблемом у обојеним емајлима.
Трака Реда је свилена зелена са црвеним танким и жутим широким пругама дуж ивица.